# اس‌ام‌اس آرشیدوک کارل
اس‌ام‌اس آرشیدوک کارل (به انگلیسی: SMS Erzherzog Karl) یک کشتی بود که طول آن ۴۱۴ فوت ۲ اینچ (۱۲۶٫۲ متر) بود. این کشتی در سال ۱۹۰۳ ساخته شد.